# KI-EX55 (空気洗浄機)
KI-EX55とは、SHARPが販売している空気洗浄機である。

## 概要
KI-EX55はいくつか機能があり、プラズマクラスターパワフルショット (以下、パワフルショット) は、本体前方のルーバーから高濃度プラズマクラスターを集中して放出することができる。パワフル吸じん運転では、60分かけて微粒子を通常運転より多く吸じんする。最初の10分は、本体上部から高濃度プラズマクラスター25000を放出し、静電気で壁などに微粒子が付着するのを抑えながら一気に吸じんする。そして、残りの50分では、高感度ホコリセンサーの感度を自動で高め、微粒子を検知しながら、より強力な風量で吸じんする。さらに新モデルでは、高感度ホコリセンサーと照度センサーが搭載されている。従来のニオイセンサー、温度センサー湿度センサー、と合わせて、ホコリや、明るさ、ニオイ、温度、湿度を5つのセンサーで自動監視して運転することができる。パワフルショットでは、本体の前ルーバーから、除菌や消臭、静電気抑制に加え、肌の保湿効果もある高濃度プラズマクラスター25000を、(放っておくと)約8時間、2m先まで届く風量で放出する。途中で停止するには停止ボタンを押し、ボタンを押す前の状態に戻したいときはショットボタンを押す。

## 評価
価格.comのユーザーレビューによると、23人が評価したKI-EX55の満足度の平均は星4.48であり、空気清浄機全ての平均4.26に比較するとやや良い評価が多い。評価項目ごとの平均を高い順から見ると「使いやすさ」が最高評価で4.75となっており、次いで「デザイン」が4.54、「脱臭能力」と「清浄能力」が同点で4.46、「静穏性」が4.43である。「サイズ」は3.72とやや低評価となっている。長所としては、「使いやすい」「清浄能力が高い」「静か」短所としては、「サイズが大きい」「高価」などのレビューが確認できる。

## 機能一覧
- 風量切換

- パワフル吸じん運転

- パワフルショット運転

- 加湿切換

- 風向きを変える

- 湿度/温度/24H電気代表示切換

- エアコン連動

- 切タイマー

- みはり機能

- モニター明るさ切換

- プラズマクラスターイオン入/切

- チャイルドロック

- センサー感度の調整

- 運転自動復帰

- 聞いてボタン